# Lego Racers
Den här artikeln handlar om dator-/TV-spelet Lego Racers, för andra betydelser, se: Lego Racers (olika betydelser).
Lego Racers är ett racingspel med Lego-tema släppt 1999 av Lego Media och High Voltage Software.
Spelet går ut på att man ska bygga sin egen legobil eller använda färdigbyggda sådana och tävla i sju olika världar mot sju regerande mästare. Man måste komma åtminstone på tredje plats för att komma vidare, men om man kommer på första plats i en turnering så vinner man även byggsatsen för den mästare man besegrat.
De sex första världarna består av fyra banor vardera, där de tre första världarna har helt olika banor medan de tre följande har spegelvända versioner av samma banor. Den sjunde världen har bara en bana, Rocket Racer-banan, där man måste komma först direkt för att vinna spelet.
Spelet blev en stor succé och efterföljdes 2001 av Lego Racers 2.
Lego Racers fanns tillgängligt till PC (Windows), Playstation, Nintendo 64 och Game Boy Color. Det var det enda spelet med Lego-tema som släpptes till Nintendo 64.